# Archie, Marry Me
«Archie, Marry Me» es una canción por la banda canadiense de indie pop Alvvays. Fue publicada el 6 de abril de 2013 como el sencillo principal del álbum debut homónimo de la banda (2014). «Archie, Marry Me» examina el romance moderno y el matrimonio tradicional, y toca temas de compromiso y estabilidad financiera. Fue escrita por la vocalista y guitarrista Molly Rankin con el guitarrista Alec O'Hanley como una crítica de la expectativa social estándar de que uno debe casarse al llegar a la edad adulta.
Rankin y O'Hanley estaban vinculados sentimentalmente y habían estado colaborando creativamente durante algún tiempo. Luego, a mediados de sus veinte años, observaron con burla que sus amigos se casaban rápidamente. «Archie, Marry Me» se desarrolló por primera vez durante un período en el que vivían en la Isla del Príncipe Eduardo en una casa rural. La canción y el álbum que la acompaña fueron producidos por Chad VanGaalen y grabados en su estudio Yoko Eno, en Calgary, Alberta. El video musical lo-fi de la canción, filmado con una filmadora Super 8, muestra a Rankin en una recepción de boda y navegando en el mar.
«Archie, Marry Me» fue la primera canción que lanzó la banda; debutó digitalmente a través del sitio web de la banda antes de que la banda firmara con un sello. Más tarde fue lanzado en Royal Mountain Records, en su país de origen. En Estados Unidos y Europa, se distribuyó a través de Polyvinyl y Transgressive Records, respectivamente. Aunque no llegó a posicionarse en las listas, «Archie, Marry Me» fue considerado el gran éxito de la banda; creció en popularidad a mediados de la década de 2010 en los servicios de streaming. Las críticas de la canción fueron muy positivas y elogiaron su tono agridulce y su contenido lírico. Fue clasificado en varias listas de lo mejor en 2014 y ha sido llamado un “clásico del indie pop”.

## Antecedentes

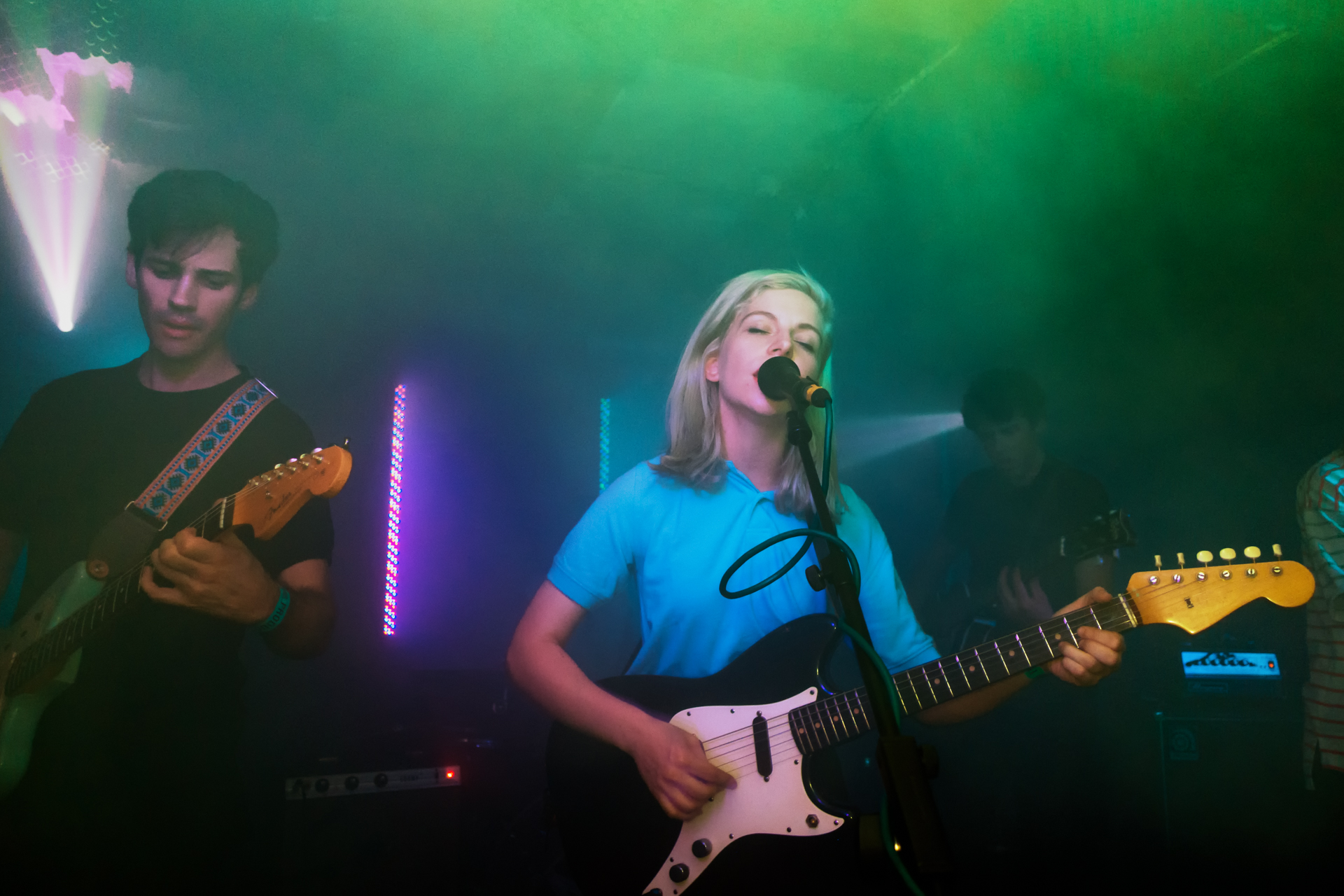
O'Hanley (izquierda) and Rankin (derecha) interpretando en el Birthdays, durante la gira de 2014.

Alvvays surgió a principios de la década de 2010 como un conjunto para la cantautora Molly Rankin. El padre de Rankin lideró el colectivo folclórico celta Rankin Family, que disfrutó de un éxito internacional en la década de 1990. Ella publicó un extended play, She (2010), con la asistencia de su compañero Alec O'Hanley. A medida que su estilo de escritura evolucionó, el dúo cambió a escribir con una banda en mente y O'Hanley aumentó su participación en la composición de canciones. Reclutaron a su amiga de la infancia Kerri MacLellan como teclista, así como al bajista Brian Murphy y al baterista Phil McIssac. En 2012, se mudaron a Toronto y actuaron como teloneros de Peter Bjorn and John y The Joy Formidable; ellos comenzaron a probar ciertas canciones, incluida «Archie, Marry Me», en estos conciertos.
La canción, así como el LP debut homónimo de Alvvays, se grabó en marzo de 2013 en Yoko Eno, un estudio en Calgary, Alberta, propiedad del músico Chad VanGaalen. El equipo buscó a VanGaalen debido a su trabajo en el disco Public Strain (2010) de Women. Utilizaron las guitarras de VanGaalen para mayor distorsión y reverberación. Rankin calificó la experiencia como “colorida y atractiva” en una entrevista, señalando que VanGaalen fue un anfitrión interesante y elogió sus sugerencias de percusión. La batería en la pista estuvo a cargo de Eric Hamelin, mejor conocido por su trabajo con Ghostkeeper. VanGaalen sugirió que idearan un nombre de banda para el proyecto, prediciendo que Rankin estaría sujeto a connotaciones de cantautora si no. El grupo creó el monkier Alvvays, un juego de palabras en “always”, que a Rankin le gustó por su calidad sentimental. Graham Walsh de Holy Fuck ayudó con el seguimiento en su estudio, Basketball4Life, mientras que el veterano ingeniero John Agnello se desempeñó como mezclador. El álbum y la canción se mezclaron en el espacio de Agnello, Music Valve Studios en Brooklyn. O'Hanley envió un correo electrónico muy serio a Agnello, solicitando su participación, a lo que accedió. El álbum fue masterizado por Greg Calbi y Steve Fallone en Sterling Sound.

## Video musical

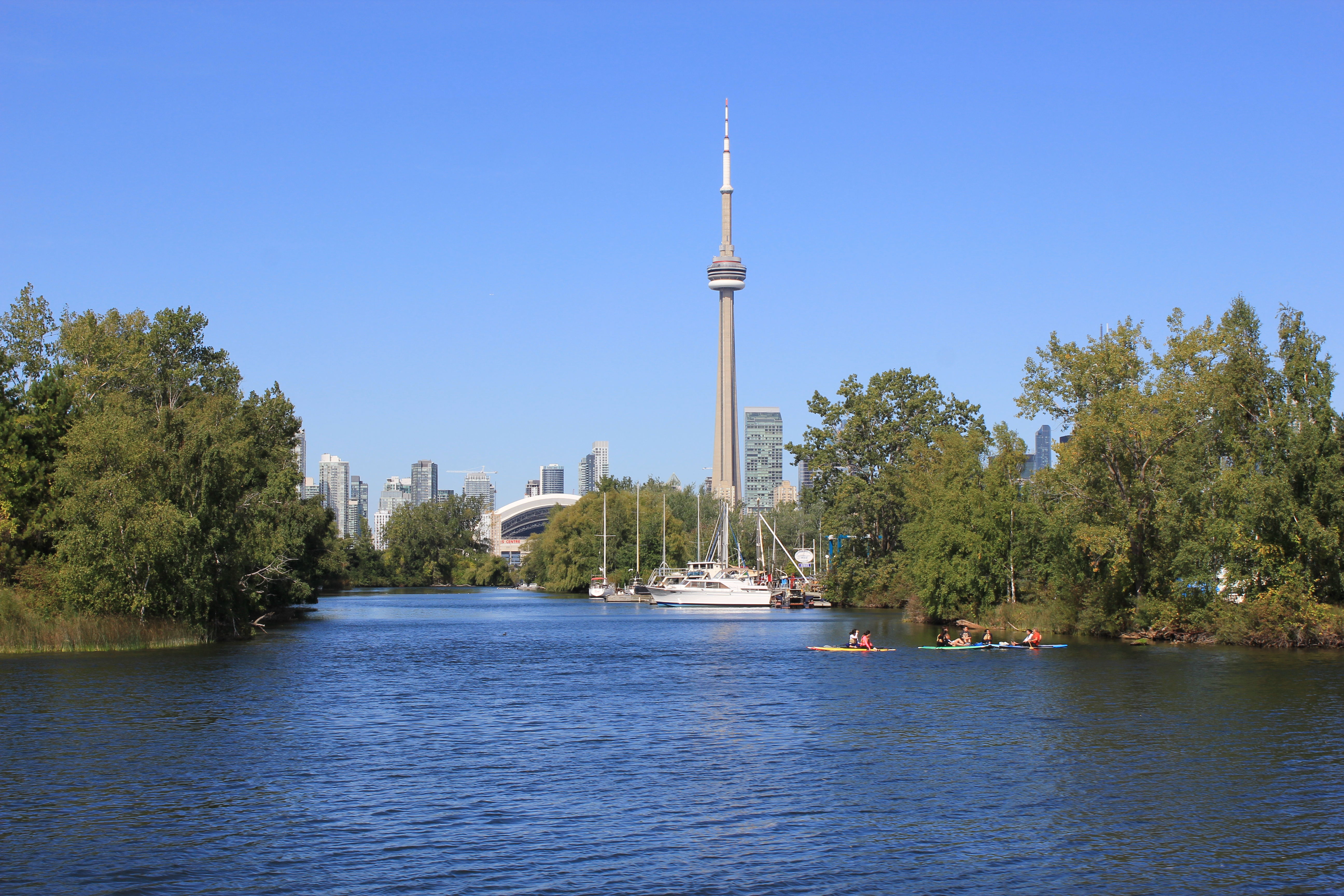
Vista desde Toronto Islands, donde se filmó el video musical de la canción.

El videoclip oficial de la canción, dirigido por Gavin Keen y Allison Johnston, fue publicado el 30 de julio de 2014. En el video granulado lo-fi, la banda emplea madera flotante y un pastel de bodas para escribir el título de la canción, que también se deletrea en lenguaje de señas. Luego se representa a Rankin con un vestido de novia, caminando con un novio en medio de una nube de confeti. También presenta a la banda navegando en un bote, un acuario, un freak show e imágenes del paseo marítimo en Coney Island. El velero fue tomado prestado de los padres de un amigo, y las tomas junto al mar se filmaron frente a la costa de las islas de Toronto.
Para «Archie, Marry Me», la banda filmó inicialmente con un equipo completo y equipo digital profesional de alta definición, pero llegaron a la conclusión de que no se sentían como ellos. El grupo filmó el clip final ellos mismos usando una filmadora Super 8, como lo hicieron en el videoclip de «Adult Diversion» (2013). A mitad de la filmación, la batería de la cámara se dañó con el agua de mar. El grupo neutralizó el líquido de la batería con vinagre y reanudó la filmación.
Emplear tecnología obsoleta para filmar un video musical no era un concepto nuevo, y varios otros videos musicales independientes de esta época utilizaron una filmadora Super 8 específicamente, incluidos los clips de «Everything with You» de The Pains of Being Pure at Heart (2008), «Home» de Edward Sharpe and the Magnetic Zeros (2010), y «Still Sound» de Toro y Moi (2011). “El video está lleno de tomas manuales inestables, decoloración, sobreexposición y marcas de polvo, que refuerzan aún más la apariencia del video como hecho en casa”, observaron los editores Lori A. Burns y Stan Hawkins en su libro de 2019, The Bloomsbury Handbook of Popular Music Video Analysis. Alex Hudson de Exclaim! describió el clip: “[La banda] se pone algunos suéteres y pañuelos ingeniosos, mientras que algunos efectos psicodélicos teñidos de colores se suman al mareo de los procedimientos”. Robin Murray de Clash describió el video como “irónico, divertido y lindo”.

## Lanzamiento
«Archie, Marry Me» se autopublicó inicialmente como una demo prematuro. La canción se subió a SoundCloud y se compartió a través del sitio web/Tumblr oficial de la banda el 6 de abril de 2013. Del mismo modo, las primeras copias del álbum se hicieron en casete para los asistentes de festivales y los fanáticos en los conciertos. La canción no fue un éxito inmediato y tardó meses en llamar la atención. «Archie, Marry Me» llegó a varios blogs de música independiente, al igual que su segundo sencillo «Adult Diversion» (2013), lo que los llevó a firmar con el sello discográfico independiente Royal Mountain Records a finales de 2013. En los Estados Unidos y Europa, «Archie, Marry Me» fue publicado a través de Polyvinyl y Transgressive Records, respectivamente. El 24 de abril de 2014, Polyvinyl comenzó a promocionar «Archie, Marry Me» en el período previo al lanzamiento del álbum mediante descarga digital; más tarde ese año, lo publicaron como un sencillo de 7 pulgadas, con «Adult Adult Diversion» como lado B, exclusivamente para suscriptores de pedidos por correo. Ambas compañías antes mencionadas distribuyeron CDs promocionales con esas pistas en sus países, con el objetivo de reproducirse en las estaciones de radio universitarias. Aunque al final, la canción no llegó a las listas comerciales. Troy Reimink, escribiendo para Detroit Free Press, sugirió que “en otra época, [la canción sería] ineludible en la radio”.
«Archie, Marry Me» se hizo popular en línea a mediados de 2014 y encontró una audiencia de forma orgánica. “Sacó al cuarteto de Toronto de la oscuridad”, y fue considerado el gran éxito de la banda. Ilana Kaplan de Spin escribió que “llamó la atención tanto de los fans del indie-rock como del pop”. La locutora Talia Schlanger dijo que la canción “convirtió a la banda desconocida de Toronto en queridos indies instantáneos”. Su éxito se consideró inusual porque carecía de los sellos distintivos de las historias de éxito de las bandas independientes jóvenes, como la concesión de licencias para su colocación en la televisión. Su publicidad también fue atribuida al cantante de la banda Syarsr Torquil Campbell, quien, en el programa Q de CBC Radio One, la proclamó como su canción del verano. El biógrafo de AllMusic Scott Kerr atribuye la popularidad “sensacional” del álbum a «Archie, Marry Me». Se volvió viral en Spotify, y fue una de las favoritas de BBC Radio 6 Music, una estación digital alternativa.

## Recepción de la crítica
Ryan Dombal de Pitchfork, en su reseña, comparó su sonido con Neil Young y elogió su compromiso con una unión más contemporánea como “un nuevo tipo de para siempre [...] algunas ideas, algunos deseos, tienen formas de quedarse”. El editorialista de Chicago Tribune, Josh Terry, consideró que la canción era atemporal y la llamó “pop agradable envuelto en un paquete de indie rock tintineante". Lo consideró similar a los antepasados independientes Teenage Fanclub o My Bloody Valentine, pero temáticamente similar a “la inocencia enamorada de los Beatles”. Ilana Kaplan de Spin elogió la canción como “superlativamente pegadiza”, mientras que Miles Bowe de Stereogum elogió su tono agridulce y guitarras pesadas. Katzif de NPR comparó abstractamente su estribillo con la sensación del verano, elogiando sus “guitarras nítidas, [y] melodías efervescentes”, así como su contenido lírico “engañosamente más matizado”. El colaborador de Rolling Stone, Simon Vozick-Levinson, la elogió como el “tipo de canción que algunos actos pasan carreras tratando de escribir”.
La canción ha sido versionada por el músico Ben Gibbard, mejor conocido por su banda Death Cab for Cutie, quien la consideró su canción favorita de ese año. La canción fue clasificada entre las mejores canciones de 2014 por Rolling Stone, NME, Pitchfork, y The Washington Post. Rolling Stone luego la colocó en el puesto 28 de su lista de las 100 mejores canciones de la década de 2010, y en conjunto entre las mejores canciones nuevas del siglo XXI. «Archie, Marry Me» ha sido repetidamente llamado un “clásico del indie-pop”, y ampliamente interpretada como una canción de amor. Su representación satírica del matrimonio se perdió en algunos oyentes; Vozick-Levinson la llamó “una de las canciones más románticas de la década”. Para Rankin, esta fue una conclusión bastante involuntaria a la que llegar, pero admitió que “me alegra que la gente pueda extraer su propia narrativa de la canción”.

## Créditos y personal
Créditos adaptados desde las notas de álbum.
Alvvays
- Molly Rankin – guitarra, voz principal y coros
- Alec O'Hanley  – guitarra, coros, teclado, caja de ritmos, mezclas adicionales
- Brian Murphy  – guitarra bajo
- Eric Hamelin  – batería

Personal técnico
- Chad VanGaalen  – productor, ingeniero de audio, programación, pandereta, bongó
- Graham Walsh  – seguimiento adicional
- Jeff McMurrich  – seguimiento adicional
- John Agnello  – mezclas
- Ian McGettigan  – mezclas adicionales
- Greg Calbi – masterización
- Steve Fallone – masterización adicional